# Élections fédérales canadiennes de 2021 en Saskatchewan
Les élections fédérales canadiennes de 2021 en Saskatchewan, comme dans le reste du Canada, ont lieu le 20 septembre 2021. La province est représentée par 14 députés à la Chambre des communes, soit le même nombre que lors des élections fédérales canadiennes de 2015 en Saskatchewan.

## Résultats par parti

### Résultats généraux
| Parti                    | Parti                              | Voix    | %     | +/-  | Sièges | +/-           |
| ------------------------ | ---------------------------------- | ------- | ----- | ---- | ------ | ------------- |
|                          | Parti conservateur (PCC)           | 304 392 | 59,04 | 3,77 | 14     | en stagnation |
|                          | Nouveau Parti démocratique (NPD)   | 108 611 | 21,07 | 2,00 | 0      | en stagnation |
|                          | Parti libéral (PLC)                | 54 685  | 10,61 | 4,89 | 0      | en stagnation |
|                          | Parti populaire (PPC)              | 34 164  | 6,63  | 0,72 | 0      | en stagnation |
|                          | Parti Maverick (en)                | 7 250   | 1,41  | Nv   | 0      | Nv            |
|                          | Parti vert (PVC)                   | 5 734   | 1,11  | 0,20 | 0      | en stagnation |
|                          | Indépendants                       | 427     | 0,04  | 0,10 | 0      | en stagnation |
|                          | Parti de l'héritage chrétien (PHC) | 195     | 0,04  | 0,07 | 0      | en stagnation |
|                          | Parti communiste                   | 100     | 0,02  | 0,01 | 0      | en stagnation |
|                          |                                    |         |       |      |        |               |
| Suffrages exprimés       | Suffrages exprimés                 | 515 558 |       |      |        |               |
| Votes blancs ou nuls     |                                    |         |       |      |        |               |
| Total                    | Total                              |         | 100   | -    | 14     | en stagnation |
| Abstention               |                                    |         |       |      |        |               |
| Inscrits / participation | Inscrits / participation           | 800 407 |       |      |        |               |

### Élus
| Circonscriptions                      | Député sortant | Député sortant   | Député gagnant   | Député gagnant   |
| ------------------------------------- | -------------- | ---------------- | ---------------- | ---------------- |
| Battlefords—Lloydminster              |                | Rosemarie Falk   | Rosemarie Falk   | Rosemarie Falk   |
| Cypress Hills—Grasslands              |                | Jeremy Patzer    | Jeremy Patzer    | Jeremy Patzer    |
| Desnethé—Missinippi—Rivière Churchill |                | Gary Vidal       | Gary Vidal       | Gary Vidal       |
| Moose Jaw—Lake Centre—Lanigan         |                | Tom Lukiwski ‡   |                  | Fraser Tolmie    |
| Prince Albert                         |                | Randy Hoback     | Randy Hoback     | Randy Hoback     |
| Regina—Lewvan                         |                | Warren Steinley  | Warren Steinley  | Warren Steinley  |
| Regina—Qu'Appelle                     |                | Andrew Scheer    | Andrew Scheer    | Andrew Scheer    |
| Regina—Wascana                        |                | Michael Kram     | Michael Kram     | Michael Kram     |
| Saskatoon-Ouest                       |                | Brad Redekopp    | Brad Redekopp    | Brad Redekopp    |
| Saskatoon—Grasswood                   |                | Kevin Waugh      | Kevin Waugh      | Kevin Waugh      |
| Saskatoon—University                  |                | Corey Tochor     | Corey Tochor     | Corey Tochor     |
| Sentier Carlton—Eagle Creek           |                | Kelly Block      | Kelly Block      | Kelly Block      |
| Souris—Moose Mountain                 |                | Robert Kitchen   | Robert Kitchen   | Robert Kitchen   |
| Yorkton—Melville                      |                | Cathay Wagantall | Cathay Wagantall | Cathay Wagantall |